# Vegas Eternal
 (février 2022).
Paris Eternal est une équipe française professionnelle d'Overwatch League basée à Paris. L'équipe apparaît à partir de la saison 2019 de la compétition.
Créée en 2018, elle est l'une des deux équipes européennes de l'Overwatch League (avec les London Spitfire). L'équipe appartient à l'homme d'affaires Drew McCourt, détenteur de l'équipe Call of Duty Paris Legion.

## Histoire de la franchise
Le 7 septembre 2018, Blizzard annonce que l'investisseur Drew McCourt a acheté un emplacement d'équipe pour rejoindre l'Overwatch League pour une somme de 20 millions de dollars. À propos de l'investissement, Drew McCourt dit : "Du point de vue d'investisseur à l'échelle mondiale dans le domaine du sport traditionnel, le développement de l'e-sport, et de l'Overwatch League notamment, est remarquable."
Le 8 novembre, une soirée de lancement a lieu durant laquelle le nom de l'équipe est annoncé ainsi que la composition de l'équipe, joueurs et entraîneurs.
Après une première saison difficile autant sur le plan sportif que sur la communication désastreuse de la part de la structure avec ses fans, l'équipe se retrouve renforcée lors du mercato 2019/2020. Une période qui va permettre à l'équipe de recruter des nouveaux joueurs.. Une saison beaucoup plus concluante où Paris Eternal arrivera à se hisser en haut du podium grâce, notamment, à une victoire d'un championnat de milieu de saison. Toutefois, la COVID-19 viendra affecter fortement l'équipe notamment sur le plan des finances qui ne sont pas au beau fixe à la fin de la saison.
Dans le mercato entre la troisième et la quatrième saison de l'Overwatch League, Paris Eternal libéra l'intégralité des joueurs de son équipe au début de cette période de transfert. Un choix très controversé qui va avoir un impact énorme sur le capital sympathie de l'équipe auprès des fans mais qui semblait obligatoire tant la COVID-19 a affecté l'équipe. Les informations concernant des recrutements se feront alors très rare de la part de la structure, et un travail complet doit être refait par la seule personne restante de l'organisation, AVALLA. Après plus d'un mois de travail, l'équipe annonce officiellement son nouveau projet. Une nouvelle équipe entièrement européenne renouant alors avec les promesses de la première saison de Paris Eternal.
Le 9 décembre 2022, après 4 saisons de compétition, la franchise est renommée : " Vegas Eternal " représentant à présent la ville de Las Vegas.

## L'équipe

### Joueurs
| N° | Pseudo  | Nom                 | Nationalité | Rôle    | Arrivée          |
| -- | ------- | ------------------- | ----------- | ------- | ---------------- |
| 16 | Naga    | Nikolai Dereli      | Danemark    | DPS     | 9 décembre 2020  |
| 3  | Onigod  | Stefan Fiskerstrand | Norvège     | DPS     | 9 décembre 2020  |
| 7  | Daan    | Daniël Scheltema    | Pays-Bas    | Tank    | 9 décembre 2020  |
| 1  | Kaan    | Emir Okumus         | Allemagne   | Support | 9 décembre 2020  |
| 10 | Tsuna   | Samir Ikram         | France      | DPS     | 18 décembre 2020 |
| 11 | dridro  | Arthur Szanto       | France      | Support | 10 mai 2021      |
| 6  | Vestola | Ilari Vestola       | Finlande    | Tank    | 2 juin 2021      |

### Organisation
| Pseudo    | Nom                  | Nationalité  | Rôle                          |
| --------- | -------------------- | ------------ | ----------------------------- |
|           | Drew McCourt         | États-Unis   | Fondateur et président        |
| AVALLA    | Kyoungey "Molly" Kim | Corée du Sud | Manageur général              |
| GetAmazed | Zouheir Baba         | France       | Coach général                 |
| JMAC      | Choi Dae-han         | Corée du Sud | Assistant coach               |
| mureumpyo | Timothy Oh           | Corée du Sud | Traducteur (Coréen - Anglais) |

### Anciens membres
| N° | Pseudo     | Nom                 | Nationalité  | Rôle    | Date de départ   | Note                     |
| -- | ---------- | ------------------- | ------------ | ------- | ---------------- | ------------------------ |
| 28 | ELLIVOTE   | Elliot Vaneryd      | Suède        | Tank    | 2 juin 2021      | → Retraite               |
| 27 | neptuNo    | Alberto Molinillo   | Espagne      | Support | 6 mai 2021       | → Retraite               |
| 10 | NiCOgdh    | Nicolas Moret       | France       | DPS     | 16 novembre 2020 | → Shu's Money Crew EU    |
| 99 | SoOn       | Terence Tarlier     | France       | DPS     | 16 novembre 2020 | → Boston Uprising        |
| 17 | BenBest    | Benjamin Dieulafait | France       | Tank    | 16 novembre 2020 | → Young and Beautiful    |
| 11 | Xzi        | Jung Ki-hyo         | Corée du Sud | DPS     | 14 novembre 2020 | → Dallas Fuel            |
| 27 | FDGoD      | Brice Monsçavoir    | France       | Support | 12 novembre 2020 | → San Francisco Shock    |
| 19 | Hanbin     | Choi Han-been       | Corée du Sud | Tank    | 23 octobre 2020  | → Dallas Fuel            |
| 1  | Sp9rk1e    | Kim Yeong-han       | Corée du Sud | DPS     | 23 octobre 2020  | → Dallas Fuel            |
| 3  | NoSmite    | Daun Jeong          | Corée du Sud | Tank    | 22 octobre 2020  | → NC                     |
| 31 | Fielder    | Kwon Joon           | Corée du Sud | Support | 22 octobre 2020  | → Dallas Fuel            |
| 20 | Smex       | Eoghan O'Neill      | Royaume-Uni  | Tank    | 22 octobre 2020  | → ÄöÅ                    |
| 47 | Greyy      | Luís Perestrelo     | Portugal     | Support | 7 mai 2020       | → Retraite               |
| 9  | Kruise     | Harrison Pond       | Royaume-Uni  | Support | 2 mai 2020       | → Toronto Defiant        |
| 7  | Hyp        | Damien Souville     | France       | Support | 2 avril 2020     | → Retraite               |
| 13 | ShadowBurn | George Gushcha      | Russie       | DPS     | 23 octobre 2019  | → NC                     |
| 1  | Danye      | Karol Szcześniak    | Pologne      | DPS     | 23 octobre 2019  | → Retraite               |
| 8  | Finnsi     | Finnbjörn Jónasson  | Islande      | Tank    | 23 octobre 2019  | → Team Envy              |
| 27 | LhCloudy   | Roni Tiihonen       | Finlande     | Tank    | 23 octobre 2019  | → Los Angeles Gladiators |

## Résultats
| Saison | Matchs joués | Match gagnés | Matchs perdus | Pourcentage de victoire | Cartes gagnées | Cartes perdues | Cartes nulles | Différentiel de cartes | Classement (dans la ligue) | FInales         |
| ------ | ------------ | ------------ | ------------- | ----------------------- | -------------- | -------------- | ------------- | ---------------------- | -------------------------- | --------------- |
| 2019   | 28           | 11           | 17            | 39.3%                   | 46             | 67             | 3             | -21                    | 14ème (sur 20)             | Non sélectionné |
| 2020   | 23           | 17           | 6             | 73.9%                   | 44             | 28             | 0             | +16                    | 4ème (sur 20)              | Non sélectionné |

### Récompenses individuelles
Sélections pour l’événement All-Star
- Kruise (Harrison Pond) - 2019
- Hanbin (Choi Han-been) - 2020
- Benbest (Benjamin Dieulafait) - 2020
- Soon (Terence Tarlier) - 2020
- NICOgdh (Nicolas Moret) - 2020
- FDGoD (Brice Monsçavoir) - 2020

Sélections en tant que joueurs stars
- FDGoD (Brice Monsçavoir) - 2020
- Sp9rk1e (Kim Yeong-han) - 2020